# Enrico de Lorenzo
Enrico de Lorenzo (1933) es un deportista italiano que compitió en bobsleigh en las modalidades doble y cuádruple. Ganó tres medallas en el Campeonato Mundial de Bobsleigh, en los años 1962 y 1965.

## Palmarés internacional
| Campeonato Mundial | Campeonato Mundial           | Campeonato Mundial | Campeonato Mundial |
| Año                | Lugar                        | Medalla            | Prueba             |
| ------------------ | ---------------------------- | ------------------ | ------------------ |
| 1962               | Garmisch-Partenkirchen (RFA) | Medalla de oro     | Doble              |
| 1962               | Garmisch-Partenkirchen (RFA) | Medalla de plata   | Cuádruple          |
| 1965               | Sankt Moritz (Suiza)         | Medalla de plata   | Doble              |